# Microdorcadion
Microdorcadion – rodzaj chrząszczy z rodziny kózkowatych i podrodziny zgrzypikowych.

## Zasięg występowania
Przedstawiciele tego rodzaju występują w południowych Chinach oraz na Półwyspie Indochińskim.

## Systematyka
Do Microdorcadion należą 2 gatunki:
- Microdorcadion laosense
- Microdorcadion tuberculatum